# 권형진
권형진(權亨鎭, 1990년 1월 11일 ~ )은 대한민국의 바둑 기사이다.

## 약력
여수시 출신으로 충암고등학교를 졸업했고 제1회 대한생명배와 제1회 조남철국수배에서 우승했다. 2005년 제103회 일반인 입단대회(2위)를 통해 입단했다. 2007년 제7기 오스람코리아배 신예연승최강전과 제18기 비씨카드배 신인왕전 본선에 진출했으며, 2009년 2단으로 승단했고 제14회 박카스배 천원전 본선에 올랐다.
2011년 3단으로 승단했으며, 제7기 원익배 십단전 본선에 진출했다.